# 嘉義北回歸線標誌
嘉義北回歸線標誌是指位於台灣嘉義縣水上機場附近的一系列北回歸線標誌物。首座標誌碑設立於1908年，是世界首座於回歸線上設置的標誌物；1995年於標誌碑旁興建科學教育設施「北回歸線太陽館」，2005年10月22日對外開放參觀，具有科學、教育、觀光等多重意義。

## 歷史
日本時代的1908年（明治四十一年），為了慶祝縱貫鐵路全線通車，台灣總督府於北回歸線經過的鐵道西側、嘉義廳柴頭港堡下藔庄（今嘉義縣水上鄉下寮村、回歸村）建置一座地標型的標誌，爾後又增設北回歸線火車站，距嘉義市西南約3.3公里。
當年以天文科學演算，精確訂定建標緯度為23度27分4秒51，東經120度24分46秒5；水泥碑體刻塑「北回歸線標」五字及經緯度。第二代標誌於1921年在原址改建。1923年新建第三代標誌，立碑地點往西移約50公尺，亦即從鐵道旁移至省公路東側。1935年標誌加以整修補強，至1942年第五代標誌碑身改名「北回歸線標誌」六字，並塗刪經緯度。
1995年於標誌東側興建北回歸線太陽館，與第五代標誌並立，自此從單一紀念碑之型制，擴大為場館建築物。

## 圖片集

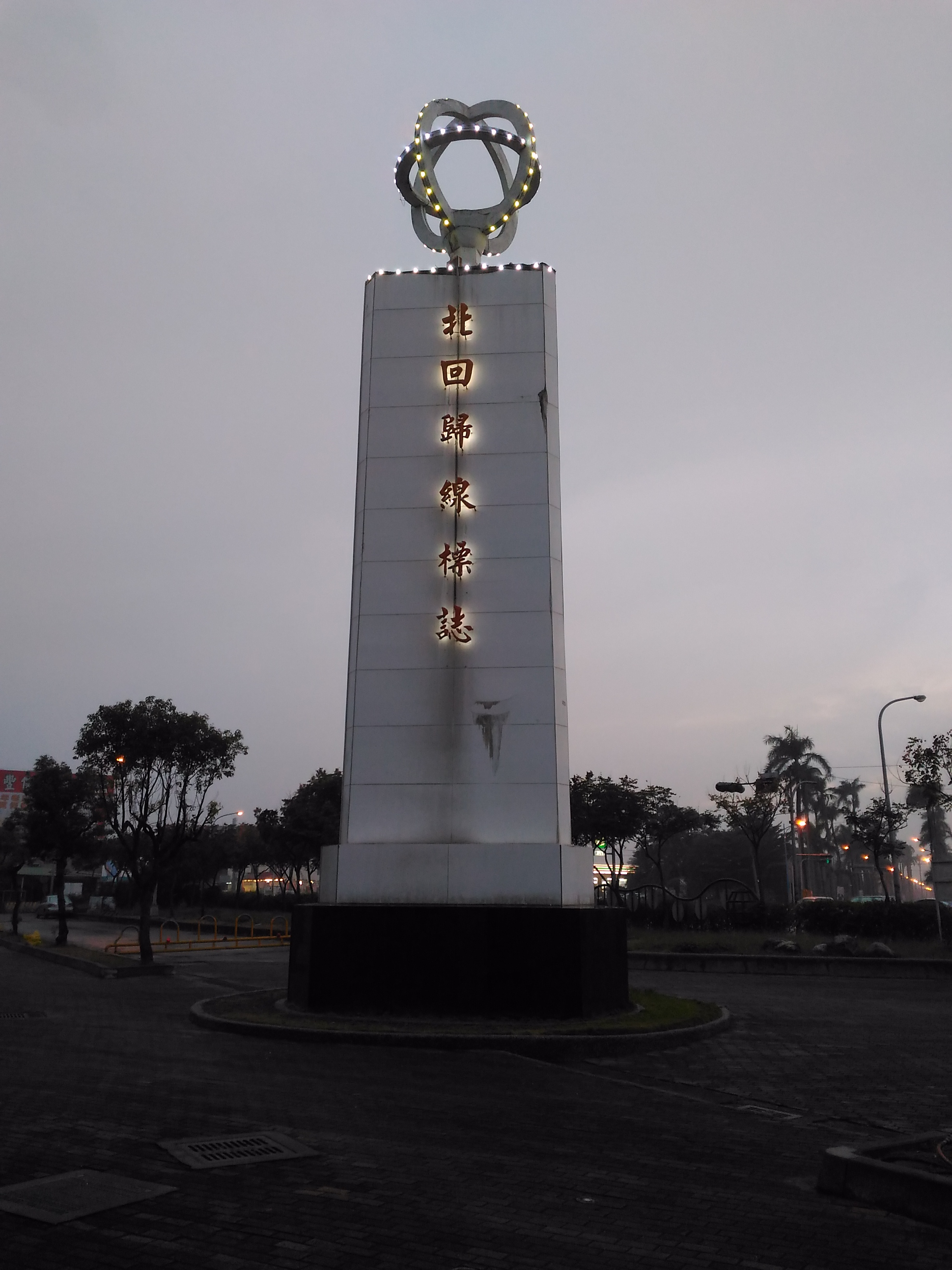
第五代嘉義北回歸線標誌
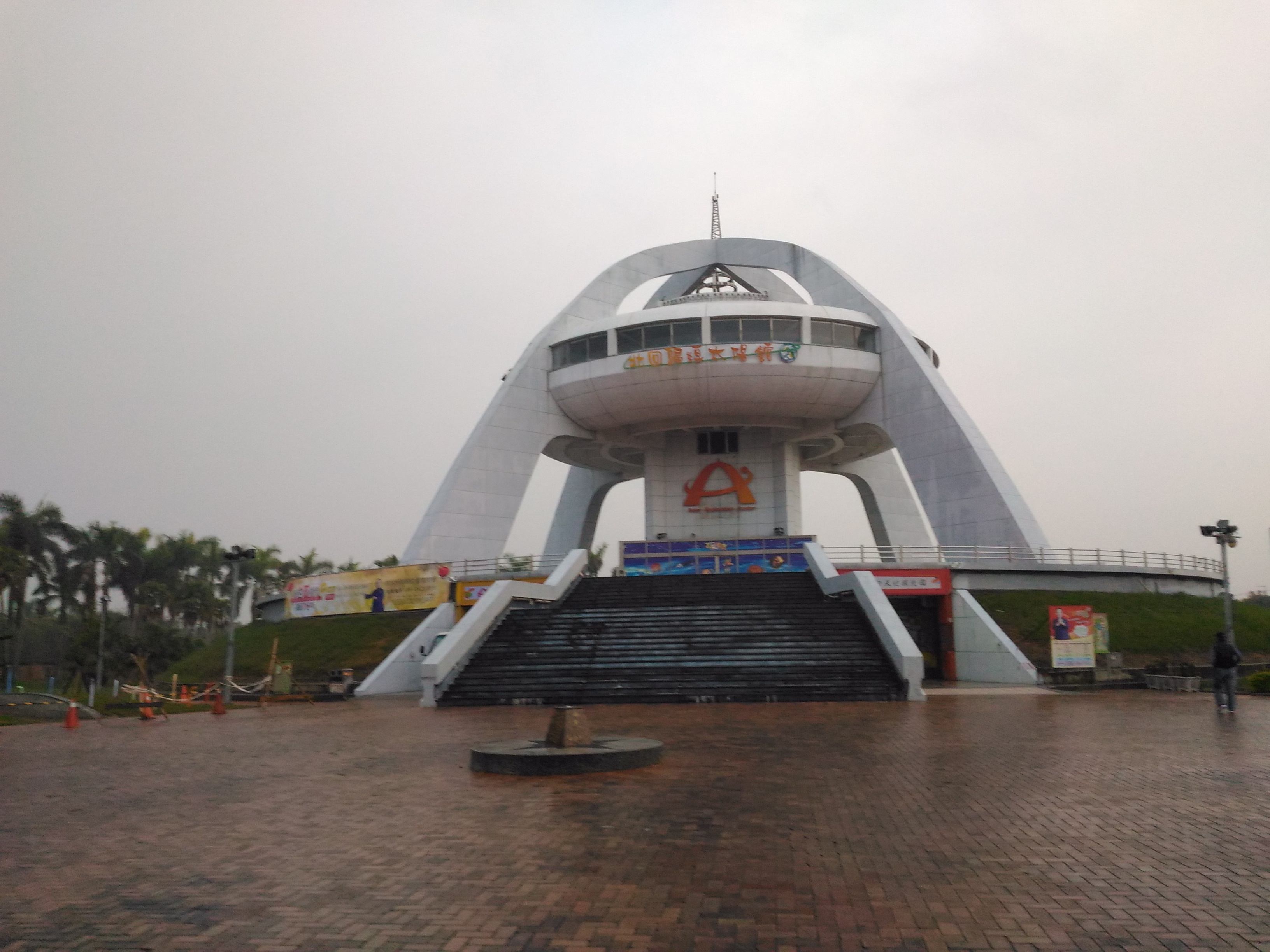
第六代嘉義北回歸線標誌和北回歸線太陽館
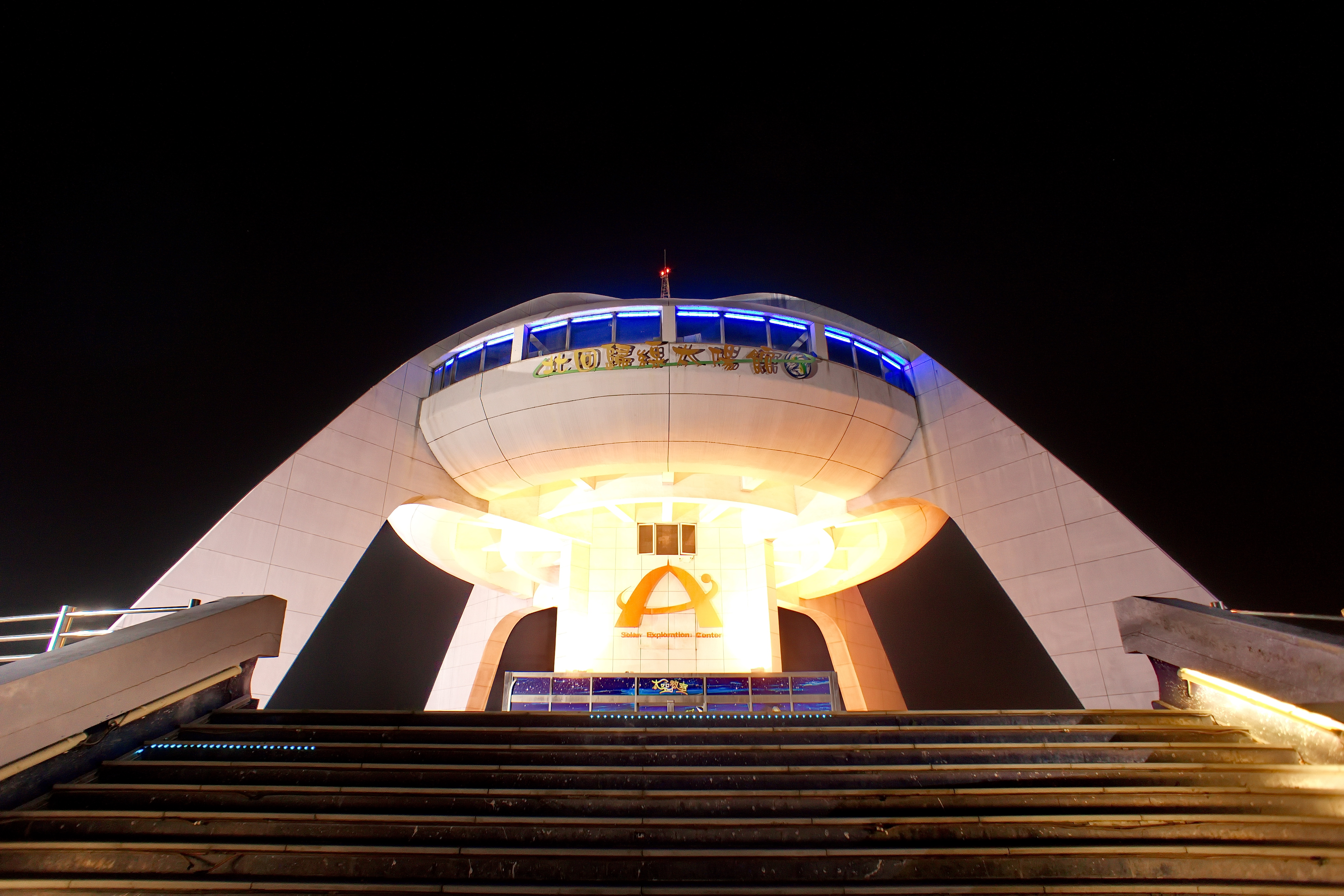
夜間的北回歸線太陽館

## 外部連結
- 北回歸線太陽館（页面存档备份，存于）